# Steinsåsen
Steinsåsen est une agglomération de la municipalité de Hole, dans le comté de Buskerud, en Norvège.

## Description
Steinsåsen est situé sur le côté ouest du Steinsfjorden, le bras oriental du Tyrifjord. Le village est à environ 9 km au sud-est de Hønefoss et au nord-est de Vik. La route européenne 16 d'Oslo à Bergen  passe par Steinsåsen.

## Zones protégées
- Réserve naturelle de Steinsvika
- Réserve naturelle de Viksåsen